# István Rácz (botanik)
István Rácz (* 1952, Budapešť) je maďarský botanik, dendrolog, kurátor a muzeolog, jehož předmětem zájmu je taxonomie dřevin (především jehličnanů), ekologie, ochrana a tvorba herbářů. V odborných publikacích je označován autorskou zkratkou: I. Rácz.

## Biografie
V roce 1976 získal diplom v oboru krajinná a zahradní architektura na Kertészeti és Élelmiszeripari Egyetem (dnes součást Budapesti Corvinus Egyetem) v Budapešti. V letech 1976 až 2015 působil v Maďarském muzeu přírodních věd (Magyar Természettudományi Múzeum) v botanickém oddělení jako člen „projektu dendrologické dokumentace“ a pracovní skupiny (společně s Zsolt Debreczy, Gyöngyvér Biró) tvořící „Dendrologický atlas“ (Dendrológiai Atlasz). V roce 1984 získal doktorát a roku 1997 titul Ph.D. na Lesnické univerzitě v Soproni (Soproni Erdészeti Egyetemen).
Jako součást dendrologického dokumentačního týmu vedeného výzkumným botanikem Zsoltem Debreczym pracoval v mnoha předních botanických ústavech po celém světě, včetně Arnold Arboretum na Harvardově univerzitě, dále také arboretech a botanických zahradách v Anglii, Skotsku, Irsku, Německu, Polsku a ve Spojených státech.
V průběhu let byl členem řady maďarských dendrologických expedic: Severní Amerika, Mexiko, Chile, Čína, Tchaj-wan, Japonsko, Nový Zéland a Tasmánie.
Je spoluautorem nebo autorem více než sta vědeckých a informativních článků a knih.

## Publikace
- Vajda László – Rácz István (1984): Flora Photographica Hungarica (Debreczy Zsolt és Németh Ferenc fajleírásaival). Képzőművészeti Kiadó, Budapest. 180 s. ISBN 963-336-324-1
- Debreczy Zsolt – Rácz István (2000): Fenyők a Föld körül. Dendrológiai Alapítvány, Budapest. 552 s. ISBN 963-00-5898-7
- Debreczy Zsolt – Rácz István (2011): Conifers Around the World. DendroPress, Budapest. 1089 s. ISBN 978-963-219-061-7

## Ocenění
- Maďarsko: Cena Ministerstva školství a kultury (1979)
- Maďarsko: Čestný profesor Budapest Corvinus University (2013)

### Stipendia
- USA: Mercer Fellowship, Arnold Arboretum, Harvardova univerzita (1988–1990)
- Skotsko: Synthesys Project (EU), Royal Botanic Garden, Edinburgh (2011)
- Japonsko: Hostující vědec, Kjótská univerzita (2013)